# Russell Brand
Russell Edward Brand (Grays, 4 de junho de 1975) é um comediante, ator e personalidade de internet britânico. Originalmente conhecido por seu estilo extravagante e loquaz, Brand recebeu três British Comedy Awards e uma nomeação ao BAFTA. 
Brand alcançou fama na Inglaterra, após apresentar um spin-off do programa Big Brother, Big Brother's Big Mouth, e pelo seu programa de rádio, entre outras séries de televisão e cerimônias de premiação. Também apareceu em vários filmes, incluindo a comédia romântica Forgetting Sarah Marshall, St Trinian's e Bedtime Stories. Também é conhecido por várias controvérsias que o cercaram nos meios de comunicação britânicos, tais como o Prank 2008, que levou à sua demissão da BBC.
A partir da década de 2010, passou a se dedicar quase que exclusivamente ao ativismo político. Inicialmente, era visto como um progressista que se posicionava contra o movimento reacionário. Contudo, durante a pandemia da COVID-19, o canal de Brand no YouTube passou por um aumento de atividade e uma mudança na direção política, pendendo para o conservadorismo, e foi acusado de promover o negacionismo da COVID, anti-intelectualismo e teorias da conspiração, endossando e apoiando várias causas da extrema-direita.
Em setembro de 2023, após uma investigação conjunta do The Times, The Sunday Times e da série de documentários Dispatches do Channel 4, cinco mulheres acusaram publicamente Brand de agressão sexual e abuso sexual e emocional. Brand negou as acusações e atacou a integridade das vítimas.

## Biografia
Brand nasceu em Grays, no condado de Essex na Inglaterra, filho único de Barbara Elizabeth e Henry Ronald Brand, um fotógrafo. Seus pais se divorciaram quando Brand tinha seis meses de idade, sua mãe o criou sozinha, dando a ele uma infância solitária. Brand também afirmou durante uma entrevista ao Weekend Edition da National Public Radio que "tinha uma estranha relação com seu pai, o viu só esporadicamente, e o levou para visitar prostitutas durante uma viagem ao Extremo Oriente". Estava casado com a cantora Katy Perry até o dia 30 de dezembro de 2011. Eles já foram vistos juntos viajando para a Tailândia e Índia e compraram uma mansão em Los Angeles, onde residiram. Quando o casal se divorciou em 2012 ele se mudou para Shoreditch, Londres.
Desde 2009, Russell passou a se dedicar integralmente ao seu ativismo político e social. Afirmando que a classe política não representava mais o povo, ele passou a defender que as pessoas não votassem, o que lhe trouxe críticas. Em 2014 criou um canal no Youtube chamado The Trews onde fazia comentários sobre notícias e políticos no Reino Unido e pelo mundo.
Em setembro de 2023, quatro mulheres denunciaram agressões sexuais entre 2006 e 2013. Uma mulher alegou que Brand a violou na sua casa em Los Angeles. Já outra alegada vítima afirmou que ele a agrediu sexualmente durante uma relação de três meses, quando ela tinha 16 anos e estava na escola. Após as acusações, o Youtube suspendeu a monetização do canal de Russell.

## Vida Pessoal
Foi casado com Katy Perry. Diz-se que Brand se veste de uma "maneira boêmia e extravagante" e foi diagnosticado com transtorno de déficit de atenção e hiperatividade (TDAH) e transtorno bipolar. Ele também sofria de bulimia, vício em pornografia, e experimentou um período de auto-agressão.

## Carreira

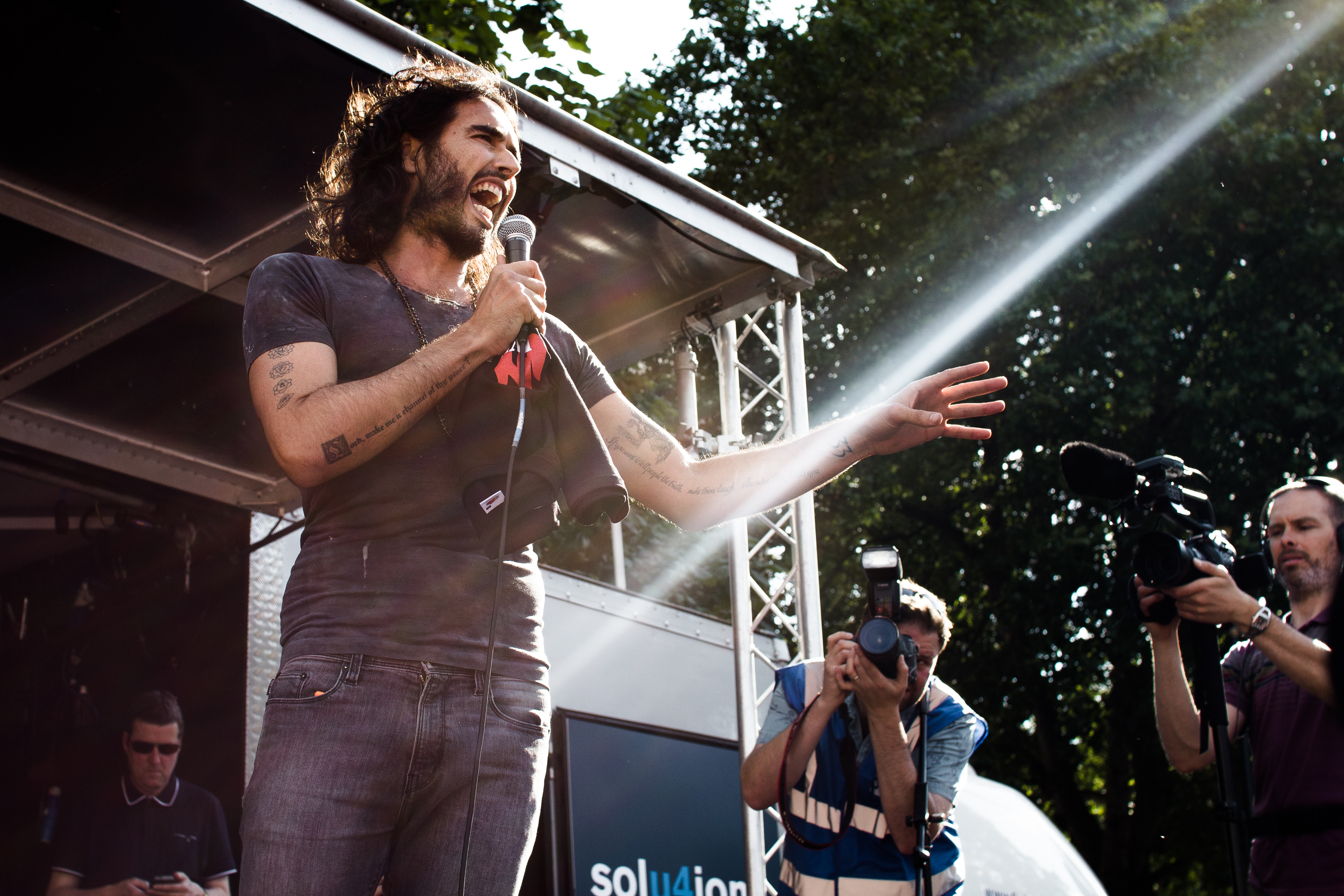
Russell durante um protesto em 2014.

| Ano  | Filme                        | Personagem         | Nota                            |
| ---- | ---------------------------- | ------------------ | ------------------------------- |
| 2007 | St Trinian's                 | Flash Harry        |                                 |
| 2008 | Penelope                     | Sam                |                                 |
| 2008 | Forgetting Sarah Marshall    | Aldous Snow        |                                 |
| 2008 | Bedtime Stories              | Mickey             |                                 |
| 2009 | The Tempest                  | Trinculo           |                                 |
| 2010 | Get Him to the Greek         | Aldous Snow        |                                 |
| 2010 | Despicable Me                | Dr. Nefário (voz)  |                                 |
| 2010 | Big Time Beach Party         | Ele mesmo          | O quarto filme de Big Time Rush |
| 2010 | Hop                          | Easter Bunny (voz) |                                 |
| 2011 | Arthur                       | Arthur Bach        |                                 |
| 2012 | Rock of Ages (filme de 2012) | Lonny Barnett      |                                 |
| 2013 | Despicable Me 2              | Dr. Nefario        | Voz                             |
| 2013 | Paradise                     | William            |                                 |
| 2014 | A Royal Hangover             | Ele mesmo          |                                 |
| 2015 | The Emperor's New Clothes    | Ele mesmo          |                                 |
| 2016 | Army of One                  | "Deus"             |                                 |
| 2016 | Trolls                       | Creek              | Voz                             |
| 2017 | Despicable Me 3              | Dr. Nefario        | Voz                             |